# Hopea shingkeng
Hopea shingkeng är en tvåhjärtbladig växtart som först beskrevs av Stephen Troyte Dunn, och fick sitt nu gällande namn av Norman Loftus Bor. Hopea shingkeng ingår i släktet Hopea och familjen Dipterocarpaceae. Inga underarter finns listade i Catalogue of Life.